# ماري برات (رسامة)
ماري برات (بالإنجليزية: Mary Pratt)‏‏ (15 مارس 1935 في فريدريكتون - 14 أغسطس 2018 في سانت جونز) رسامة من كندا.

## التعليم
تعلمت ماري برات في:
- جامعة ماونت اليسون

## الجوائز
حصلت ماري برات على الجوائز الآتية:
- شريك وسام كندا
- جائزة مولسون  [لغات أخرى]‏